# Centrophorus isodon
Il centroforo pinna nera (Centrophorus isodon (Chu, Meng & Liu, 1981)) è un piccolo squalo di acque profonde della famiglia dei Centroforidi.

## Descrizione
Raggiunge una lunghezza massima di 108 cm. È grigio-nerastro sul dorso e più chiaro ventralmente con alcune pinne, come dice il nome, nere. Ha la pelle liscia con dentelli dermici a forma di blocchi e ampiamente spaziati, ma non sovrapposti. Ha un muso lungo e largo. Le punte posteriori delle pinne pettorali sono strettamente angolari e molto allungate. La prima pinna dorsale è corta e alta, la seconda è più bassa con la spina sopra i margini interiori o sulle punte posteriori delle pinne pelviche. Gli adulti hanno una evidente tacca postventrale sul margine della pinna caudale e il lobo inferiore è moderatamente lungo.

## Biologia
La dieta è poco conosciuta, ma gli stomaci esaminati contenevano pesci e cefalopodi. La maturità sessuale viene raggiunta quando l'animale misura 97-100 cm. È ovoviviparo e gli embrioni si nutrono solamente di tuorlo. Durante la copula il maschio afferra la femmina mordendola sul dorso o sulle pinne. La femmina dà alla luce due piccoli dopo un periodo di gestazione sconosciuto. L'embrione più grande misurato era lungo 32 cm.

## Distribuzione e habitat
Vive solamente nelle acque del Pacifico nord-occidentale, attorno alle isole Xisha (Paracel) e al largo della foce del fiume delle Perle, a Hong Kong. Una specie simile, e forse identica, vive nelle acque al largo di Maldive, Sri Lanka e Filippine. Vive in oceano aperto, fino a 770 m di profondità.

## Rapporti con l'uomo
Viene catturato dai pescherecci che operano in acque profonde. Viene utilizzato per la carne, le pinne e l'olio di fegato.